# Narmerjeva paleta
Narmerjeva paleta ali Velika paleta iz Hierakonpolisa (Nehen) je pomembna egiptovska arheološka najdba iz približno 31. stoletja pred našim štetjem s prvimi hieroglifskimi napisi, ki so jih kdaj našli. Nekateri jo opisujejo kot prikaz združitve Zgornjega in Spodnjega Egipta pod kraljem Narmerjem. Na eni strani je upodobljen kralj z belo krono Zgornjega (južnega) Egipta, na drugi strani pa kralj z rdečo krono Spodnjega (severnega) Egipta. Je ena prvih znanih upodobitev egipčanskega kralja. Ima tudi veliko klasičnih značilnosti  antične egiptovske umetnosti, ki je ob nastanku palete že imela ustaljeno obliko.  Egiptolog Bob Brier trdi, da je Narmerjeva paleta »prvi zgodovinski dokument na svetu«. 
Narmer ali Menes je bil prvi znan faraon. Okoli leta 3200 pr. n. št. je združil Zgornji in Spodnji Egipt in se okronal z dvojno rdeče-belo krono. Palete so sprva uporabljali za drobljenje barvil za ličenje, kasneje pa so dobile obredno vlogo.

## Opis
Narmerjevo paleto so našli v kraju Nehen ali Hierakonpolis. Narejena je iz poliranega temno sivo-zelenega meljevca iz kamnoloma v dolini (vadiju) Hamamat in je približno 64 cm visoka. Okrašena je z dvignjenim reliefom na obeh straneh in skoraj popolnoma nepoškodovana. Zdaj je v egipčanskem muzeju v Kairu. Ima kataloško številko CG 14716  in inventarno številko JE 32169.
Zgornja tretjina palete ima na obeh straneh enak relief, in sicer kravji glavi z visoko ukrivljenimi rogovi, ki verjetno predstavljata boginjo Bat , na sredini pa je serek z Narmerjevim imenom. Boginja Bat je bila glavno božanstvo sedmih nom v Zgornjem Egiptu in tudi božanstvo kozmosa v egipčanski mitologiji v preddinastičnem obdobju in Starem kraljestvu v egipčanski zgodovini. 
Paleta ima že številne značilnosti egipčanske umetnosti, npr. pomembne osebnosti v slikarstvu in reliefih: noge v koraku, glavo v profilu, torzo od spredaj. Kanon telesne drže in razmerij temelji na "pesti", merjeni čez členke (18 pesti od tal do lasišča na čelu je tudi že bilo določeno). To je ostalo v uporabi vsaj do osvojitve Aleksandra Velikega okoli 3000 let kasneje. Manjše figure so v bolj aktivnih pozah kot kralj ujetnik, trupla in zveri in so veliko svobodneje upodobljene.

## Sprednja stran
Pod glavama krav, verjetno glavi boginje Hator, je procesija. Narmer je upodobljen na skoraj celi višini, kar poudarja njegovo božansko podobo, v umetnosti imenovano hierarhična lestvica, z rdečo krono Spodnjega Egipta, ki ga je osvojil in katerega simbol je bil papirus. Ima žezlo in cepec, dva tradicionalna simbola vladarjev. Na njegovi desni sta hieroglifska simbola za njegovo ime. Na vrhu je pravokotnik, serek, ki predstavlja palačo in v njej je izpisano kraljevo ime. Za njim je njegov nosilec sandalov, kar je bila simbolična služba, katerega ime predstavlja rozeta nad glavo, drug pravokoten simbol pa nima jasne razlage, menijo pa, da lahko predstavlja mesto ali stolp.  Tik pred faraonom je visok duhovnik, oblečen v leopardovo kožo, hieroglifi najbrž razlagajo njegovo ime. Pred njim so štirje, ki nosijo živalsko kožo, psa in dva sokola. Na skrajni desni je deset obglavljenih trupel z glavami ob nogah, morda simbolizirajo žrtve Narmerjevega osvajanja. Nad njimi so simboli za ladje, sokol in harpuna, kar razlagajo kot imena mest, ki so bila osvojena.
Pod procesijo dva moška držita vrvi na iztegnjenih, prepletenih, dolgih vratovih dveh orjaških mitoloških živali. Njuno ime sestavljata besedi "kača" in "leopard" (čeprav zver s čopastim repom bolj spominja na levinjo), serpopard (serpent in leopard), znana tudi v Mezopotamiji. Krog, ki je nastal z njunima prepletenima vratovoma, je osrednji del palete, na katerem so drobili barve za ličenje. Zgornji in Spodnji Egipt sta častila levinje kot boginje zaščitnice vojne. Preplet vratov bi lahko pomenil združitev države. Podobne slike teh mitoloških živali so znane iz drugih takratnih kultur, so pa tudi še drugi primeri predmetov iz zgodnjega dinastičnega obdobja (vključno z drugimi paletami in ročaji nožev), ki so si izposodili podobne elemente iz mezopotamske ikonografije. 
Na dnu palete je bik, ki podira zidove mesta, medtem ko tepta padlega sovražnika. Zaradi sklonjene glave na sliki to razlagajo kot predstavitev kralja osvajalca, ki premaguje svoje sovražnike. "Bik njegove matere" je skupen pridevek egiptovskih kraljev kot sinov boginje krave.  Drža bika označuje "moč" v kasnejših hieroglifih.

## Zadnja stran
Velika slika v središču palete kaže Narmerja z belo krono Zgornjega Egipta (katerega simbol je bil cvetoči lotos). Ima palico, na katero je privezan kamen. Na njegovi levi je človek, ki nosi njegove sandale, za njim je simbol rozete. Na desni strani kralja je klečeči bradati zapornik, ki ga bo kralj udaril (ubil). Par simbolov, prikazanih ob glavi, morda kaže na njegovo ime ali označuje regijo, od koder je bil. Nad zapornikom je sokol bog Horus, nad papirusom, simbolom Spodnjega Egipta. V svojih krempljih drži premaganega sovražnika za verigo, pritrjeno na njegov nos. Za njim poganjajo rastline, značilne za močvirje v regiji delte Nila v Spodnjem Egiptu, ali prikazujejo, da je bila bitka v močvirnatem območju ali pa celo vsak papirusov cvet predstavlja številko 1000, kar bi pomenilo, da je bilo v bitki premaganih 6000 sovražnikov.
Pod kraljevimi stopali je tretji razdelek, ki prikazuje dva gola, bradata moška, ki tečeta, verjetno premaganca. Na levi strani obeh je znak, pri prvem obzidano mesto, pri drugem vozel, kar verjetno nakazuje ime poraženega mesta.